# Angelika Machinek
Angelika Machinek (ur. 17 listopada 1956 w Eschershausen, zm. 12 października 2006 pod Echzell) – niemiecka pilotka szybowcowa.

## Życiorys
Studiowała socjologię i germanistykę w Getyndze. W 1981 roku uzyskała uprawnienia do nauczania w szkołach średnich, w 1985 roku we Frankfurcie nad Menem obroniła doktorat ze współczesnej literatury niemieckiej. Pracowała jako dramaturg w teatrze oraz jako redaktor w wydawnictwie, a pod koniec życia jako agentka nieruchomości we Frankfurcie nad Menem.
Od 1985 roku była członkinią kadry narodowej (akrobacja szybowcowa). Od 1994 roku pełniła funkcje rzeczniczki szybowcowej kadry narodowej. Była członkiem Aero Club Bad Nauheim. 12 października 2006 roku zginęła w katastrofie lotniczej niedaleko Echzell lecąc ultralekkim samolotem.

## Sport
Latać na szybowcach zaczęła jako 14 latka, początkowo na pobliskim lotnisku Segelfluggelände Ithwiesen, a po zdaniu w 1973 roku egzaminu i uzyskaniu licencji pilota w klubie sportowym w Eschershausen. W 1979 roku uzyskała licencję pilota akrobacyjnego, a w 1980 roku zdała egzamin na instruktora pilotażu. Była instruktorem lotów szybowcowych, paralotni, lotów na mikrolotniach i balonach. Szczególnie interesowało ją szybownictwo.
Była pięciokrotną mistrzynią Niemiec, kilkukrotną medalistką mistrzostw świata i Europy. Posiadała też kilka rekordów świata. 6 grudnia 2002 roku na lotnisku Bitterwasser w Namibii na szybowcu Schempp-Hirth Ventus 2cM ustanowiła rekord prędkości w klasie zawodów D15, osiągając prędkość 153,8 km/h podczas lotu po trójkącie długości 300 km.

## Nagrody i odznaczenia
- 2000: Odznaczona przez FAI szybowcowym Medalem Pelagii Majewskiej[4].
- 2003: Srebrna odznaka szybowcowa Deutscher Aero Club[1]

## Upamiętnienie
- W 2016 roku jednej z ulic we Frankfurcie nad Menem nadano imię Angeliki Machinek[5][3].
- 6 stycznia 2007 roku zostało powołane „Dr. Angelika Machinek – Förderverein Frauensegelflug e.V.” (AMF) (Stowarzyszenie na rzecz promocji szybownictwa kobiet imienia dr Angeliki Machinek). Założyło go 10 przyjaciół i członków rodziny Angeliki. Liczba członkiń wzrosła do 180. Celem stowarzyszenia jest promocja kobiecego szybownictwa. Stowarzyszenie wspiera kobiety merytorycznie i finansowo promując ich udział w zawodach oraz konkursach na szczeblu regionalnym, krajowym i międzynarodowym[6]. W 2022 roku liczyło ono 250 członkiń[7].
- W 2010 roku Ernst Probst napisał książkę Angelika Machinek. Eine Segelfliegerin der Weltklasse[8]

## Osiągnięcia
- 1995: Brązowy medal Szybowcowych Mistrzostw Europy w Marpingen[1]
- 1997: Brązowy medal szybowcowych mistrzostw Europy kobiet w Prievidza (Słowacja)[1]
- 1998: Mistrzyni Niemiec 1998 w klasie FAI 15m[1]
- 1999: Brązowy medal Szybowcowych Mistrzostw Europy w Lesznie (Polska)[9]
- 2000: Mistrzyni Niemiec w klasie FAI 15m, DM Neresheim[1]
- 2001: Wicemistrzyni Świata na pierwszych szybowcowych mistrzostwach świata kobiet w Pociunai (Litwa)[1]
- 2002: Wicemistrz Niemiec w klasie FAI 15m, DM Hahnweide[1]
- 2003: Brązowy medal w klasie wyścigów na mistrzostwach świata w Jihlavie (Czechy)[1]
- 2004: Mistrzyni Niemiec 2004 w klasie FAI 15m, DM Klix[1]
- 2006: Mistrzyni Niemiec 2006 w klasie FAI 15m, DM Coburg[1]